# Marco Risi
Marco Risi (Milán, 4 de junio de 1951) es un director de cine, guionista y productor italiano.

## Carrera
Nacido en Milán, es hijo del reputado director Dino Risi. Después de graduarse en el Liceo Científico, Risi se unió a la facultad de filosofía, pero abandonó sus estudios poco tiempo después. Comenzó su carrera como ayudante de su tío, el poeta y director Nelo Risi, en la película Una temporada en el infierno (1971) y después trabajó con directores como Duccio Tessari, Steno y Alberto Sordi. También colaboró con algunos guiones para películas dirigidas por su padre.
Debutó como director en 1977, con el documental de televisión para la RAI Appunti su Hollywood. Luego de realizar tres películas cómicas de gran éxito, desde 1987 el cine de Risi se centró en temas sociales y políticos más complejos, como el servicio militar visto como una experiencia traumática (Soldati: 365 all'alba), la delincuencia juvenil dentro y fuera de la cárcel (Mery per sempre y Ragazzi fuori), la caída del vuelo 870 de Itavia (Il muro di Gomma), el fenómeno de las violaciones en grupo (Il branco) y el asesinato del periodista Giancarlo Siani (Fort Apache Napoli). En 2007 dirigió la película biográfica Maradona, la mano de Dios, basada en la vida del astro mundial del fútbol Diego Armando Maradona.
En 1989, Mery per sempre, de Risi, ganó el Gran Premio Especial del Jurado en el Festival de Cine de Montreal. Por su película de 1990, Ragazzi fuori, Risi ganó el premio David di Donatello al mejor director y una Osella de plata a la mejor fotografía en la 47.ª edición del Festival Internacional de Cine de Venecia.

## Filmografía
- I'm Going to Live by Myself (1982)
- A Boy and a Girl (1984)
- Love at First Sight (1985)
- Soldati - 365 all'alba (1987)
- Forever Mery (1989)
- Chicos de la calle (Boys on the Outside) (1990)
- The Rubber Wall (1991)
- Nel continente nero (1993)
- Il branco (1994)
- Kaputt Mundi (1998)
- Tre mogli (2001)
- Maradona, la mano de D10s (2007)
- Fort Apache Napoli (2009)
- Cha cha cha (2013)
- Three Touches (2014)

## Premios y distinciones
Festival Internacional de Cine de Venecia
| Año  | Categoría                           | Película           | Resultado |
| ---- | ----------------------------------- | ------------------ | --------- |
| 1990 | Golden Osella a la mejor fotografía | Chicos de la calle | Ganador   |